# Ziatkiwci (osiedle)
Ziatkiwci (ukr. Зятківці) – osiedle na Ukrainie, w obwodzie winnickim, w rejonie hajsyńskim, w hromadzie Hajsyn. W 2001 liczyło 253 mieszkańców.